# Großer Preis von Kanada 1979
Der Große Preis von Kanada 1979 (offiziell XVIII Grand Prix du Canada) fand am 30. September auf dem Circuit Île Notre-Dame in Montreal statt und war das 14. Rennen der Automobil-Weltmeisterschaft 1979.

## Berichte

### Hintergrund
Zwischen dem Großen Preis von Italien und dem vorletzten WM-Lauf des Jahres in Kanada fand in Imola der nicht zur Weltmeisterschaft zählende Dino Ferrari Grand Prix statt. Niki Lauda, der eine frustrierende Saison mit einer Ausbeute von lediglich vier WM-Punkten und diverser Ausfälle hinter sich hatte, konnte das Rennen für sich entscheiden. Während des Trainings zum kanadischen Grand Prix verkündete er schließlich überraschend seinen Rücktritt aus der Formel 1 mit sofortiger Wirkung, nachdem er nur wenige Runden mit dem neuen Brabham BT49 zurückgelegt hatte. Teamchef Bernie Ecclestone wählte daraufhin kurzfristig den argentinischen Debütanten Ricardo Zunino als Ersatzfahrer. Auch die seit 1976 bestehende Zusammenarbeit zwischen Alfa Romeo und Brabham war inzwischen zu Ende gegangen. Man wählte für den neuen Wagen den Ford-Cosworth-Motor, der nach wie vor bei den meisten Teams zum Einsatz kam.
Bei Tyrrell entschied man sich, zu den beiden Überseerennen, die das Saisonende bildeten, jeweils einen dritten Werkswagen für Derek Daly anzumelden. Emerson Fittipaldi stockte sein Team ebenfalls um ein Fahrzeug auf, welches mit Alex Ribeiro besetzt wurde.
Nachdem in Monza nur ein Exemplar des neuen Alfa Romeo 179 zum Einsatz gekommen war, plante das Team Autodelta ursprünglich, in Kanada beide Werksfahrer mit dem neuen Fahrzeug auszustatten. Da sich das Team jedoch weigerte, an einer Vorqualifikation teilzunehmen, wurde die Meldung abgelehnt. Nach Protesten durfte mit Vittorio Brambilla immerhin einer der beiden Piloten am Rennwochenende teilnehmen.

### Training
Alan Jones fuhr die schnellste Trainingsrunde und qualifizierte sich somit für die Pole-Position neben dem Lokalmatador Gilles Villeneuve. Es folgte Clay Regazzoni im zweiten Williams neben Nelson Piquet im neuen Brabham. Die dritte Startreihe teilten sich Jacques Laffite und Didier Pironi vor ihren beiden Landsmännern Jean-Pierre Jabouille und René Arnoux. Der bereits als neuer Weltmeister feststehende Jody Scheckter und der entthronte Weltmeister des Vorjahres, Mario Andretti, komplettierten die Top Ten.

### Rennen
Villeneuve ging vor Jones und Regazzoni in Führung. Der Schweizer wurde in der achten Runde von Piquet überholt.
Villeneuve gelang es nicht, sich von Jones abzusetzen. Dieser überholte ihn in Runde 51 in der engen Haarnadelkurve und verteidigte die Spitzenposition daraufhin bis ins Ziel, allerdings ebenfalls ohne sich deutlich von seinem Kontrahenten abzusetzen. Bis zur 57. Runde fuhr Piquet auf dem dritten Platz. Dann schied er aufgrund eines Getriebeschadens aus und musste dadurch Regazzoni den Podiumsplatz überlassen. Die letzten beiden Punkteplatzierungen belegten Pironi und John Watson.

## Meldeliste
| Team                          | Nr. | Fahrer                | Chassis        | Motor                    | Reifen |
| ----------------------------- | --- | --------------------- | -------------- | ------------------------ | ------ |
| Martini Racing Team Lotus     | 01  | Mario Andretti        | Lotus 79       | Ford Cosworth DFV 3.0 V8 | G      |
| Martini Racing Team Lotus     | 02  | Carlos Reutemann      | Lotus 79       | Ford Cosworth DFV 3.0 V8 | G      |
| Candy Tyrrell Team            | 03  | Didier Pironi         | Tyrrell 009    | Ford Cosworth DFV 3.0 V8 | G      |
| Candy Tyrrell Team            | 04  | Jean-Pierre Jarier    | Tyrrell 009    | Ford Cosworth DFV 3.0 V8 | G      |
| Candy Tyrrell Team            | 33  | Derek Daly            | Tyrrell 009    | Ford Cosworth DFV 3.0 V8 | G      |
| Parmalat Racing Team          | 05  | Niki Lauda            | Brabham BT49   | Ford Cosworth DFV 3.0 V8 | G      |
| Parmalat Racing Team          | 05  | Ricardo Zunino        | Brabham BT49   | Ford Cosworth DFV 3.0 V8 | G      |
| Parmalat Racing Team          | 06  | Nelson Piquet         | Brabham BT49   | Ford Cosworth DFV 3.0 V8 | G      |
| Marlboro Team McLaren         | 07  | John Watson           | McLaren M29    | Ford Cosworth DFV 3.0 V8 | G      |
| Marlboro Team McLaren         | 08  | Patrick Tambay        | McLaren M29    | Ford Cosworth DFV 3.0 V8 | G      |
| ATS Wheels                    | 09  | Hans-Joachim Stuck    | ATS D3         | Ford Cosworth DFV 3.0 V8 | G      |
| Scuderia Ferrari SpA SEFAC    | 11  | Jody Scheckter        | Ferrari 312T4  | Ferrari 015 3.0 F12      | M      |
| Scuderia Ferrari SpA SEFAC    | 12  | Gilles Villeneuve     | Ferrari 312T4  | Ferrari 015 3.0 F12      | M      |
| Fittipaldi Automotive         | 14  | Emerson Fittipaldi    | Fittipaldi F6A | Ford Cosworth DFV 3.0 V8 | G      |
| Fittipaldi Automotive         | 19  | Alex Ribeiro          | Fittipaldi F6A | Ford Cosworth DFV 3.0 V8 | G      |
| Équipe Renault Elf            | 15  | Jean-Pierre Jabouille | Renault RS10   | Renault EF1 1.5 V6t      | M      |
| Équipe Renault Elf            | 16  | René Arnoux           | Renault RS10   | Renault EF1 1.5 V6t      | M      |
| Samson Shadow Racing Team     | 17  | Jan Lammers           | Shadow DN9     | Ford Cosworth DFV 3.0 V8 | G      |
| Interscope Shadow Racing Team | 18  | Elio de Angelis       | Shadow DN9     | Ford Cosworth DFV 3.0 V8 | G      |
| Olympus Cameras Wolf Racing   | 20  | Keke Rosberg          | Wolf WR9       | Ford Cosworth DFV 3.0 V8 | G      |
| Team Ensign                   | 22  | Marc Surer            | Ensign N179    | Ford Cosworth DFV 3.0 V8 | G      |
| Team Merzario                 | 24  | Arturo Merzario       | Merzario A4    | Ford Cosworth DFV 3.0 V8 | G      |
| Ligier Gitanes                | 25  | Jacky Ickx            | Ligier JS11    | Ford Cosworth DFV 3.0 V8 | G      |
| Ligier Gitanes                | 26  | Jacques Laffite       | Ligier JS11    | Ford Cosworth DFV 3.0 V8 | G      |
| Albilad-Saudia Racing Team    | 27  | Alan Jones            | Williams FW07  | Ford Cosworth DFV 3.0 V8 | G      |
| Albilad-Saudia Racing Team    | 28  | Clay Regazzoni        | Williams FW07  | Ford Cosworth DFV 3.0 V8 | G      |
| Warsteiner Arrows Racing Team | 29  | Riccardo Patrese      | Arrows A1B     | Ford Cosworth DFV 3.0 V8 | G      |
| Warsteiner Arrows Racing Team | 30  | Jochen Mass           | Arrows A2      | Ford Cosworth DFV 3.0 V8 | G      |
| Team Rebaque                  | 31  | Héctor Rebaque        | Rebaque HR100  | Ford Cosworth DFV 3.0 V8 | G      |
| Autodelta                     | 36  | Vittorio Brambilla    | Alfa Romeo 179 | Alfa Romeo 1260 3.0 V12  | G      |

Anmerkungen
1. 1 2  Zunino übernahm den Brabham BT49 mit der Startnummer 5 während des Trainings von Lauda.

## Klassifikationen

### Startaufstellung
| Pos. | Fahrer                | Konstrukteur    | Zeit     | Ø-Geschwindigkeit | Start |
| ---- | --------------------- | --------------- | -------- | ----------------- | ----- |
| 01   | Alan Jones            | Williams-Ford   | 1:29,892 | 176,612 km/h      | 01    |
| 02   | Gilles Villeneuve     | Ferrari         | 1:30,554 | 175,321 km/h      | 02    |
| 03   | Clay Regazzoni        | Williams-Ford   | 1:30,768 | 174,907 km/h      | 03    |
| 04   | Nelson Piquet         | Brabham-Ford    | 1:30,775 | 174,894 km/h      | 04    |
| 05   | Jacques Laffite       | Ligier-Ford     | 1:30,820 | 174,807 km/h      | 05    |
| 06   | Didier Pironi         | Tyrrell-Ford    | 1:31,941 | 172,676 km/h      | 06    |
| 07   | Jean-Pierre Jabouille | Renault         | 1:32,103 | 172,372 km/h      | 07    |
| 08   | René Arnoux           | Renault         | 1:32,116 | 172,348 km/h      | 08    |
| 09   | Jody Scheckter        | Ferrari         | 1:32,280 | 172,042 km/h      | 09    |
| 10   | Mario Andretti        | Lotus-Ford      | 1:32,651 | 171,353 km/h      | 10    |
| 11   | Carlos Reutemann      | Lotus-Ford      | 1:32,682 | 171,295 km/h      | 11    |
| 12   | Hans-Joachim Stuck    | ATS-Ford        | 1:32,858 | 170,971 km/h      | 12    |
| 13   | Jean-Pierre Jarier    | Tyrrell-Ford    | 1:33,065 | 170,590 km/h      | 13    |
| 14   | Riccardo Patrese      | Arrows-Ford     | 1:33,090 | 170,545 km/h      | 14    |
| 15   | Emerson Fittipaldi    | Fittipaldi-Ford | 1:33,297 | 170,166 km/h      | 15    |
| 16   | Jacky Ickx            | Ligier-Ford     | 1:33,355 | 170,061 km/h      | 16    |
| 17   | John Watson           | McLaren-Ford    | 1:33,362 | 170,048 km/h      | 17    |
| 18   | Vittorio Brambilla    | Alfa Romeo      | 1:33,378 | 170,019 km/h      | 18    |
| 19   | Ricardo Zunino        | Brabham-Ford    | 1:33,511 | 169,777 km/h      | 19    |
| 20   | Patrick Tambay        | McLaren-Ford    | 1:33,603 | 169,610 km/h      | 20    |
| 21   | Jan Lammers           | Shadow-Ford     | 1:34,102 | 168,711 km/h      | 21    |
| 22   | Héctor Rebaque        | Rebaque-Ford    | 1:34,129 | 168,662 km/h      | 22    |
| 23   | Elio de Angelis       | Shadow-Ford     | 1:34,256 | 168,435 km/h      | 23    |
| 24   | Derek Daly            | Tyrrell-Ford    | 1:34,301 | 168,355 km/h      | 24    |
| DNQ  | Jochen Mass           | Arrows-Ford     | 1:34,365 | 168,240 km/h      | –     |
| DNQ  | Marc Surer            | Ensign-Ford     | 1:34,747 | 167,562 km/h      | –     |
| DNQ  | Keke Rosberg          | Wolf-Ford       | 1:35,061 | 167,009 km/h      | –     |
| DNQ  | Alex Ribeiro          | Fittipaldi-Ford | 1:36,901 | 163,837 km/h      | –     |
| DNQ  | Arturo Merzario       | Merzario-Ford   | 1:37,590 | 162,681 km/h      | –     |

### Rennen
| Pos. | Fahrer                | Konstrukteur    | Runden | Stopps | Zeit        | Start | Schnellste Runde |
| ---- | --------------------- | --------------- | ------ | ------ | ----------- | ----- | ---------------- |
| 01   | Alan Jones            | Williams-Ford   | 72     | 0      | 1:52:06,892 | 01    | 1:31,272 (65.)   |
| 02   | Gilles Villeneuve     | Ferrari         | 72     | 0      | + 1,080     | 02    | 1:31,467         |
| 03   | Clay Regazzoni        | Williams-Ford   | 72     | 0      | + 1:13,692  | 03    | 1:32,397         |
| 04   | Jody Scheckter        | Ferrari         | 71     | 1      | + 1 Runde   | 09    | 1:31,617         |
| 05   | Didier Pironi         | Tyrrell-Ford    | 71     | 0      | + 1 Runde   | 06    | 1:33,876         |
| 06   | John Watson           | McLaren-Ford    | 70     | 0      | + 2 Runden  | 17    | 1:33,781         |
| 07   | Ricardo Zunino        | Brabham-Ford    | 68     | 0      | + 4 Runden  | 19    | 1:33,212         |
| 08   | Emerson Fittipaldi    | Fittipaldi-Ford | 68     | 0      | + 4 Runden  | 15    | 1:36,502         |
| 09   | Jan Lammers           | Shadow-Ford     | 67     | 0      | + 5 Runden  | 21    | 1:36,700         |
| 10   | Mario Andretti        | Lotus-Ford      | 66     | 0      | DNF         | 10    | 1:34,178         |
| –    | Nelson Piquet         | Brabham-Ford    | 61     | 0      | DNF         | 04    | 1:32,858         |
| –    | Vittorio Brambilla    | Alfa Romeo      | 52     | 0      | DNF         | 18    | 1:34,318         |
| –    | Jacky Ickx            | Ligier-Ford     | 47     | 0      | DNF         | 16    | 1:34,350         |
| –    | Jean-Pierre Jarier    | Tyrrell-Ford    | 33     | 0      | DNF         | 13    | 1:35,124         |
| –    | Derek Daly            | Tyrrell-Ford    | 28     | 0      | DNF         | 24    | 1:35,641         |
| –    | Héctor Rebaque        | Rebaque-Ford    | 26     | 0      | DNF         | 22    | 1:36,062         |
| –    | Elio de Angelis       | Shadow-Ford     | 24     | 0      | DNF         | 23    | 1:35,431         |
| –    | Jean-Pierre Jabouille | Renault         | 24     | 0      | DNF         | 07    | 1:35,210         |
| –    | Carlos Reutemann      | Lotus-Ford      | 23     | 0      | DNF         | 11    | 1:33,786         |
| –    | Riccardo Patrese      | Arrows-Ford     | 20     | 0      | DNF         | 14    | 1:36,072         |
| –    | Patrick Tambay        | McLaren-Ford    | 19     | 0      | DNF         | 20    | 1:35,969         |
| –    | René Arnoux           | Renault         | 14     | 0      | DNF         | 08    | 1:35,132         |
| –    | Hans-Joachim Stuck    | ATS-Ford        | 14     | 0      | DNF         | 12    | 1:35,656         |
| –    | Jacques Laffite       | Ligier-Ford     | 10     | 0      | DNF         | 05    | 1:34,381         |

## WM-Stände nach dem Rennen
Die ersten sechs des Rennens bekamen 9, 6, 4, 3, 2 bzw. 1 Punkt(e). Es zählten nur die besten vier Ergebnisse aus den ersten sieben Rennen und die besten vier Ergebnisse aus den letzten acht Rennen. In der Konstrukteurswertung wurden alle Resultate gewertet. Streichresultate sind in Klammern gesetzt.

### Fahrerwertung
| Pos. | Fahrer                | Konstrukteur       | Punkte  |
| ---- | --------------------- | ------------------ | ------- |
| 01   | Jody Scheckter        | Ferrari            | 51 (60) |
| 02   | Gilles Villeneuve     | Ferrari            | 44      |
| 03   | Alan Jones            | Williams-Ford      | 40 (43) |
| 04   | Jacques Laffite       | Ligier-Ford        | 36      |
| 05   | Clay Regazzoni        | Williams-Ford      | 29 (32) |
| 06   | Patrick Depailler     | Ligier-Ford        | 20 (22) |
| 07   | Carlos Reutemann      | Lotus-Ford         | 20 (25) |
| 08   | John Watson           | McLaren-Ford       | 14      |
| 09   | Jean-Pierre Jarier    | Tyrrell-Ford       | 14      |
| 10   | Mario Andretti        | Lotus-Ford         | 14      |
| 11   | René Arnoux           | Renault            | 11      |
| 12   | Didier Pironi         | Tyrrell-Ford       | 10      |
| 13   | Jean-Pierre Jabouille | Renault            | 9       |
| 14   | Niki Lauda            | Brabham-Alfa Romeo | 4       |
| 15   | Nelson Piquet         | Brabham-Alfa Romeo | 3       |
| 16   | Jacky Ickx            | Ligier-Ford        | 3       |
| 17   | Jochen Mass           | Arrows-Ford        | 3       |

| Pos. | Fahrer             | Konstrukteur               | Punkte |
| ---- | ------------------ | -------------------------- | ------ |
| 18   | Riccardo Patrese   | Arrows-Ford                | 2      |
| 19   | Emerson Fittipaldi | Fittipaldi-Ford            | 1      |
| 20   | Elio de Angelis    | Shadow-Ford                | 0      |
| 21   | Héctor Rebaque     | Lotus-Ford                 | 0      |
| 22   | Patrick Tambay     | McLaren-Ford               | 0      |
| 23   | Ricardo Zunino     | Brabham-Ford               | 0      |
| 24   | Geoff Lees         | Tyrrell-Ford               | 0      |
| 25   | Hans-Joachim Stuck | ATS-Ford                   | 0      |
| 26   | Derek Daly         | Ensign-Ford / Tyrrell-Ford | 0      |
| 27   | James Hunt         | Wolf-Ford                  | 0      |
| 28   | Keke Rosberg       | Wolf-Ford                  | 0      |
| 29   | Vittorio Brambilla | Alfa Romeo                 | 0      |
| 30   | Jan Lammers        | Shadow-Ford                | 0      |
| 31   | Patrick Gaillard   | Ensign-Ford                | 0      |
| 32   | Bruno Giacomelli   | Alfa Romeo                 | 0      |
| –    | Arturo Merzario    | Merzario-Ford              | 0      |

### Konstrukteurswertung
| Pos. | Konstrukteur       | Punkte |
| ---- | ------------------ | ------ |
| 01   | Ferrari            | 104    |
| 02   | Williams-Ford      | 75     |
| 03   | Ligier-Ford        | 61     |
| 04   | Lotus-Ford         | 39     |
| 05   | Tyrrell-Ford       | 24     |
| 06   | Renault            | 20     |
| 07   | McLaren-Ford       | 14     |
| 08   | Brabham-Alfa Romeo | 7      |

| Pos. | Konstrukteur    | Punkte |
| ---- | --------------- | ------ |
| 09   | Arrows-Ford     | 5      |
| 10   | Fittipaldi-Ford | 1      |
| 11   | Shadow-Ford     | 0      |
| 12   | ATS-Ford        | 0      |
| 13   | Wolf-Ford       | 0      |
| 14   | Ensign-Ford     | 0      |
| 15   | Alfa Romeo      | 0      |
| –    | Merzario-Ford   | 0      |